# Saison 3 de Sons of Anarchy
Chronologie
Saison 2 Saison 4
Cet article présente le guide des épisodes de la troisième saison de la série télévisée américaine Sons of Anarchy.

## Distribution

### Acteurs principaux
- Charlie Hunnam (VF : Sébastien Desjours) : "Jax" Jackson Teller
- Katey Sagal (VF : Martine Meirhaeghe) : Gemma Teller-Morrow
- Mark Boone Junior (VF : Sylvain Lemarié) : "Bobby" Robert Munson
- Dayton Callie (VF : Jean-Claude Sachot) : Chef de la Police Wayne Unser
- Kim Coates (VF : Gabriel Le Doze) : "Tig" Alex Trager
- Tommy Flanagan (VF : Thierry Mercier) : "Chibs" Filip Telford
- Ryan Hurst (VF : Jérôme Pauwels) : "Opie" Harry Winston
- William Lucking (VF : Patrice Melennec) : "Piney" Piermont Winston
- Theo Rossi (VF : Emmanuel Garijo) : "Juice" Juan Carlos Ortiz
- Maggie Siff (VF : Ariane Deviègue) : Dr Tara Knowles
- Ron Perlman (VF : Marc Alfos) : "Clay" Clarence Morrow

### Acteurs récurrents
- Sonny Barger : Lenny 'The Pimp' Janowitz
- Michael Beach (VF : Frantz Confiac) : T.O. Cross
- Olivia Burnette : la sans-abri
- Kenneth Choi (VF : Marc Perez) : Henry Lin
- Marco De La Cruz : Estevez
- Hal Holbrook (VF : Michel Barbey) : Nate Madok
- Kenny Johnson (VF : Eric Marchal) : Herman Kozik
- Kevin Kearns (VF : Michel Laroussi) : Luke
- Tory Kittles (VF : Ludovic Baugin) : Laroy Wayne
- Jeff Kober (VF : Bernard Métraux) : Jacob Hale Jr.
- David Labrava : Happy
- Bellina Logan : Fiona Larkin
- Bart McCarthy : Declan Brogan
- Bob McCracken (VF : Michel Voletti) : Brendan Roarke
- Jamie McShane (VF : Stéphane Miquel) : Cameron Hayes
- Taryn Manning (VF : Célia Charpentier) : Cherry
- Michael Marisi Ornstein (en) : Chuck Marstein
- Mario Perez (VF : Grégory Quidel) : Gomes
- Mitch Pileggi (VF : Jacques Albaret) : Ernest Darby
- Frank Potter (VF : Yann Peira) : Eric Miles
- Chris Reed : Philip 'Filthy Phil' Russell
- Kristen Renton : Ima Tite
- Emilio Rivera : Marcus Alvarez
- McNally Sagal (VF : Brigitte Aubry) : Margaret Murphy
- Patrick St. Esprit : Elliot Oswald
- Taylor Sheridan : le sherif adjoint David Hale
- Kurt Sutter : Otto Delaney (non crédité)
- Keith Szarabajka (VF : Igor de Savitch)  : Viktor Putlova
- Ally Walker (VF : Marie-Laure Dougnac) : l'agent June Stahl
- Robin Weigert (VF : Josiane Pinson) : Ally Lowen
- Titus Welliver (VF : Jean-François Aupied)  : Jimmy O'Phelan
- Winter Ave Zoli : Lyla Winston

### Invités
- Matthew Alan : Mark (8, 11)
- Zoe Boyle (VF : Delphine Rivière) : Trinity Ashby (3, 4, 5, 8, 9, 10, 11)
- Jose Pablo Cantillo (VF : Jonathan Amram) : Hector Salazar (2, 5, 6, 7, 8, 9, 10, 11, 12)
- James Carraway (VF : Serge Bourrier) : Floyd (3)
- Paul Collins : Dooley (10, 11)
- James Cosmo (VF : François Siener) : le père Kellan Ashby (2, 3, 4, 7, 8, 9, 10, 11)
- Monique Gabriela Curnen (VF : Nathalie Spitzer) : Amelia Dominguez (1, 2, 3)
- Michael Fairman : Lumpy Feldstein (5, 8, 9)
- Frances Fisher (VF : Blanche Ravalec) : Honey (4)
- Leo Fitzpatrick : Shephard (6, 8)
- Pamela Gray (VF : Sophie Baranes) : l'agent Amy Tyler (1, 5, 6, 9, 11, 12)
- Jon Gries : le faussaire (1)
- Chad Guerrero : Pozo (2, 3, 5, 6)
- Darin Heames (VF : Stéphane Ronchewski) : Seamus Ryan (7, 8, 9, 10)
- Dan Hildebrand (VF : Patrick Delage) : Sean Casey (2, 3, 4, 8, 9, 10, 11)
- Dominic Keating : Luther (8, 9)
- Q'Orianka Kilcher (VF : Olivia Luccioni) : Kerrianne Larkin-Telford (7, 8, 9, 11)
- Stephen King : Bachman, le nettoyeur (3)
- Andy McPhee (VF : Philippe Dumond) : Keith McGee (3, 5, 7, 8, 9, 10)
- Tara Macken (VF : Carole Gioan) : Luisa (2, 7, 8, 9, 10, 11, 12)
- Paula Malcomson (VF : Marjorie Frantz) : Maureen Ashby (1, 2, 3, 4, 5, 7, 8, 9, 10, 11)
- David Marciano : Chicken Man (5)
- Dorian Missick (en) : Pony Joe (1)
- Dohn Norwood : Grim Bastard (6)
- Lorcan O'Toole : Padraic Telford (8, 9)
- Ray Porter : Head Red (4)
- Thomas Rosales Jr. : un membre des Calaveras (6)
- Casey Sander : le sherif principal (6, 12)
- Vicellous Shannon : Fester (1)
- Joseph Julian Soria : Roscoe (7)
- Marcello Thedford (VF : Marc-Antoine Frédéric) : Lander Jackson (2, 3, 5, 6, 7)
- Joel Tobeck (VF : Pascal Germain) : Donny (8, 9, 10, 11, 12)
- Arie Verveen (en) : Liam O'Neill (3, 4, 6, 7, 8, 9, 10)
- Tom Virtue : le médecin (4)

## Résumé
La troisième saison reprend peu de temps après la fin de la saison 2 : Jackson est désespéré par l'enlèvement de son fils, SAMCRO cherche un 
nouveau fournisseur d'armes tout en enquêtant sur l'enlèvement d'Abel, tandis que Cameron se cache à Belfast avec le bébé. La veillée funéraire en l'honneur de Half-Sack (le prospect, tué par Cammy Hayes) tourne au drame lorsque le petit gang des Calaveras (engagé par les Mayans) profite du rassemblement de tous les Sons pour déclencher une fusillade, provoquant la mort du chef-adjoint Hale (frère du futur maire de Charming) et de plusieurs innocents. Cette fusillade, ainsi que le discours moralisateur de Clay (sur le fait que Jax représente l'avenir du club) poussent Jax à se reprendre en main et à réagir pour retrouver son fils. De son côté, Gemma se retrouve en cavale après avoir été piégée par l'agent Stahl. Accompagnée de Tig, elle se cache chez son père (atteint d'Alzheimer) et doit empêcher la garde-malade de celui-ci de la dénoncer aux autorités pour toucher la récompense.
La deuxième partie de saison se déroule en grande partie en Irlande, au chapitre de Belfast présidé par un des 9 fondateurs (First 9) des Sons, Keith McGee. Toujours sous le coup d'une obligation de comparaître lors d'un procès, les membres de SAMCRO (Clay, Jax, Bobby, Opie, Juice, Chibs et Happy) s'envolent pour l'Irlande dans le but de retrouver Abel. Les ennuis ne tardent pas à leur tomber dessus : le père Kellan Ashby, conseiller militaire de l'IRA, utilise Abel comme moyen de pression contre Jax ; un des leaders de l'IRA (Jimmy O'Phelan) veut cesser le trafic d'armes et se débarrasser de Clay et de Jax, tandis que même les membres dirigeants des Sons de Belfast (Le président Keith McGee et le Sergent d'Armes Liam O'Neill) complotent avec Jimmy O pour tuer leurs "frères" de SAMCRO. Après de nombreuses péripéties, trahisons, coups de théâtre, révélations familiales, McGee et O'Neill seront tués par SAMCRO à cause de leur trahison, Jax repartira d'Irlande avec Abel et en s'étant découvert une nouvelle famille (Trinity Ashby se trouve être sa demi-sœur, la fille de John Teller et de Maureen Ashby).
La fin de la saison 3 permet aux Sons de régler tous leurs comptes avec l'ATF et avec Hector Salazar, l'ex-Président des Calaveras. Ce dernier ayant enlevé Tara, Jax choisira sa propre vengeance personnelle au lieu du bien de Charming et finira par le tuer. Salazar était en effet le seul à pouvoir relier le maire de Charming, Jacob Hale Jr., au meurtre du vieux propriétaire de la salle de sport, Lumpy Feldstein. Puis, au terme d'un épisode riche en rebondissements et trahisons, SAMCRO se débarrassera de Jimmy O'Phelan et de l'agent de l'ATF June Stahl.